# Тимошиха (Ивановский район)
Тимошиха — деревня в Ивановском районе Ивановской области России, административный центр Тимошихского сельского поселения.

## География
Деревня расположена в 30 км на восток от Иванова.

## История
В конце XIX — начале XX века деревня входила в состав Игнатовской волости Нерехтского уезда Костромской губернии, с 1918 года — Иваново-Вознесенской губернии.
С 1929 года деревня входила в состав Добрынского сельсовета Ивановского района Ивановской области, с 1954 года — центр Тимошихского сельсовета, с 2005 года — центр Тимошихского сельского поселения.

## Население
| 1872 | 1897 | 1907 | 2002 | 2010 |
| ---- | ---- | ---- | ---- | ---- |
| 34   | ↗37  | ↗47  | ↗233 | ↘200 |